# 馬歇爾·威廉斯
馬歇爾·威廉斯（Marshall Williams，1989年7月31日—）是加拿大的一位演員、模特和音樂人。他出生在曼尼托巴省溫尼伯，曾經參加2007年和2008年的加拿大偶像節目。